# Operophtera occidentalis
Operophtera occidentalis là một loài bướm đêm trong họ Geometridae.